# Списък с филмите на „Парамаунт Пикчърс“ (2020 – 2029)
Следва списък с филмите, продуцирани от Paramount Pictures и пуснати (или насрочени да бъдат пуснати) през 20-те години на XXI век.
Всички избрани филми са по кината, освен, ако не са посочени.
- ‡ символизира стрийминг изданието ексклузивно чрез Paramount+.
- § символизира самостоятелното издание по кината и в Paramount+.
- * символизира стрийминг изданието чрез стрийминг услуги в трите страни.

## Пуснати
| Пускане              | Заглавие                                          | Бележки |
| -------------------- | ------------------------------------------------- | --- |
| 10 януари 2020 г.    | Като шеф                                          | копродукция с Principato-Young |
| 31 януари 2020 г.    | Ритъм секция                                      | копродукция с Eon Productions, Global Road Entertainment и Danjaq LLC |
| 14 февруари 2020 г.  | Соник: Филмът                                     | копродукция с Marza Animation Planet, Sega Sammy Group, Original Film, Blur Studio и Sega |
| 19 май 2020 г.       | Правосъдие от Рая                                 | единствено разпространение, продуциран от Ace Entertainment, Paramount Players и BET Films |
| 22 май 2020 г.       | Влюбените птици *                                 | копродукция с MRC, 3 Arts Entertainment и Quinn's House; разпространен от Netflix |
| 25 септември 2020 г. | Процесът срещу Чикаго 7 *                         | копродукция с Cross Creek Pictures, DreamWorks Pictures, Marc Platt Productions и ShivHans Pictures; разпространен от Netflix |
| 2 октомври 2020 г.   | Спонтанно                                         | единствено разпространение; продуциран от Awesomeness Films и Jurassic Party Productions |
| 16 октомври 2020 г.  | Любов и чудовища                                  | единствено разпространение в САЩ; копродукция с Entertainment One и 21 Laps Entertainment; разпространява се международно от Netflix на 14 април 2021 г. |
| 30 октомври 2020 г.  | Заклинание                                        | единствено разпространение чрез Paramount Players; продуциран от LINK Entertainment и MC8 Entertainment |
| 26 февруари 2021 г.  | Съединени американски щати срещу Били Холидей     | единствено студийно кредитиране; копродукция с Lee Daniels Entertainment и Roth/Kirschenbaum Films; разпространен от Hulu |
| 4 март 2021 г.       | Завръщане в Америка *                             | копродукция с Eddie Murphy Productions, Misher Films и New Republic Pictures; разпространен от Amazon Studios |
| 4 март 2021 г.       | Спондж Боб: Гъба беглец ‡                         | единствено разпространение в Канада и Китай; копродукция с Paramount Animation, Nickelodeon Movies, MRC и United Plankton Pictures; разпространен от Paramount+ в САЩ и международно от Netflix на 5 ноември 2020 г.                                                                                           |
| 30 април 2021 г.     | Безпощадно *                                      | копродукция с Skydance Media, Weed Road Pictures, Outlier Society, New Republic Pictures и Midnight Radio Productions; разпространен от Amazon Studios |
| 28 май 2021 г.       | Нито звук 2                                       | копродукция с Platinum Dunes и Sunday Night Productions |
| 10 юни 2021 г.       | Безкрайните ‡                                     | копродукция с di Bonaventura Pictures, Closest to the Hole Productions, New Republic Pictures и Fuqua Films; разпространен от Paramount+ |
| 2 юли 2021 г.        | Война в бъдещето *                                | копродукция с Skydance Media, Phantom Four Films, New Republic Pictures и Lit Entertainment Group; разпространен от Amazon Studios |
| 23 юли 2021 г.       | G.I. Joe: Змийски очи                             | копродукция с Metro-Goldwyn-Mayer, Skydance Media, Di Bonaventura Pictures и Entertainment One |
| 6 август 2021 г.     | Bring Your Own Brigade                            | единствено разпространение; продуциран от XTR, Artemis Rising, Topic Studios, Tree Tree Tree и Good N'Proper |
| 20 август 2021 г.    | Пес патрул: Филмът §                              | единствено световно разпространение; копродукция с Nickelodeon Movies, Spin Master Entertainment и Mikros Image; Elevation Pictures поддържа канадското разпространение |
| 29 октомври 2021 г.  | Паранормална активност: Близки роднини ‡          | продуциран от Paramount Players и Blumhouse Productions; разпространен от Paramount+ |
| 10 ноември 2021 г.   | Клифърд, голямото червено куче §                  | единствено световно разпространение; копродукция с Entertainment One,The Kerner Entertainment Company, New Republic Pictures и Scholastic Entertainment; Entertainment One поддържа разпространението в Канада и Великобритания                                                                                |
| 15 декември 2021 г.  | Грохот на ринга ‡                                 | копродукция с Paramount Animation, WWE Studio, Walden Media, и Reel FX Animation Studios; разпространява се от Paramount+ |
| 14 януари 2022 г.    | Писък                                             | копродукция с Spyglass Media Group, Project X Entertainment, Outerbanks Entertainment и Radio Silence Productions |
| 4 февруари 2022 г.   | Кретените завинаги                                | копродукция с MTV Entertainment Studios, Dickhouse Productions и Gorilla Flicks |
| 25 март 2022 г.      | Изгубеният град                                   | копродукция с Fortis Films, 3dot Productions и Exhibit A Films |
| 1 април 2022 г.      | Наемник                                           | единствено разпространение, продуциран от STXfilms, 30West и Thunder Road Films |
| 8 април 2022 г.      | Соник: Филмът 2                                   | копродукция с Sega Sammy Group, Marza Animation Planet, Original Film, Blur Studio и Sega |
| 13 май 2022 г.       | Мажоретката се завръща *                          | копродукция с Paramount Players и Broken Road Productions; разпространява се от Netflix |
| 27 май 2022 г.       | Топ Гън: Маверик                                  | копродукция с Skydance Media, Tencent Pictures, Jerry Bruckheimer Films, TC Productions и New Republic Pictures |
| 15 юли 2022 г.       | Свирепи лапички: Легендата за Ханк                | единствено разпространение чрез етикета Nickelodeon Movies в САЩ и други страни; продуциран от GFM Animation, Aniventure, Align, Brooksfilms, Huayi Brothers, Flying Tigers Entertainment, HB Wink Animation, Cinesite и Huayi Tencent Entertainment; Sky Cinema поддържа разпространението във Великобритания |
| 12 август 2022 г.    | Тайният щаб ‡                                     | копродукция с Jerry Bruckheimer Films |
| 19 август 2022 г.    | Сиракът: Първо убийство §                         | единствено разпространение; продуциран от Paramount Players, Dark Castle Entertainment, Entertainment One, Sierra/Affinity и Eagle Vision |
| 30 септември 2022 г. | Усмивка                                           | копродукция с Paramount Players и Temple Hill Entertainment |
| 7 октомври 2022 г.   | Significant Other ‡                               | копродукция с Paramount Players; разпространява се от Paramount+ |
| 23 декември 2022 г.  | Вавилон                                           | копродукция с Marc Platt Productions и Material Pictures |
| 3 февруари 2023 г.   | 80 за Брейди                                      | копродукция с 199 Productions и Fifth Season |
| 10 март 2023 г.      | Писък 6                                           | копродукция с Spyglass Media Group, Project X Entertainment и Radio Silence Productions |
| 31 март 2023 г.      | Dungeons & Dragons: Разбойническа чест            | копродукция с Entertainment One и Sweetpea Entertainment |
| 9 юни 2023 г.        | Трансформърс: Възходът на зверовете               | копродукция с Skydance Media, New Republic Pictures, Bay Films и Entertainment One |
| 30 юни 2023 г.       | Индиана Джоунс и реликвата на съдбата             | единствен студиен надпис; копродукция с Уолт Дисни Пикчърс и Лукасфилм; разпространен от Уолт Дисни Студиос Моушън Пикчърс |
| 12 юли 2023 г.       | Мисията невъзможна 7: Пълна разплата – част първа | копродукция с Skydance Media, New Republic Pictures и TC Productions |
| 2 август 2023 г.     | Костенурките нинджа: Пълен хаос                   | копродукция с Paramount Animation, Nickelodeon Movies, Nickelodeon Animation Studio и Point Grey Pictures |
| 29 септември 2023 г. | Пес патрул: Супер филмът                          | копродукция с Nickelodeon Movies, Spin Master Entertainment и Mikros Image |
| 6 октомври 2023 г.   | Убийците на цветната луна                         | копродукция с Apple Studios, Imperative Entertainment, Sikelia Productions и Appian Way Productions; разпространен от Apple TV+ |
| 27 октомври 2023 г.  | Under the Boardwalk                               | копродукция с Paramount Animation и Big Kid Pictures |
| 12 януари 2024 г.    | Гадни момичета                                    | копродукция с Paramount Players, Broadway Video и Little Stranger |
| 2 февруари 2024 г.   | Чиракът на тигъра ‡                               | копродукция с Paramount Animation и New Republic Pictures, разпространява от Paramount+ |
| 14 февруари 2024 г.  | Боб Марли: One Love                               | копродукция с Tuff Gong и Plan B Entertainment |
| 12 април 2024 г.     | Сладки сънища                                     | копродукция с The Barnum Picture Company |
| 17 май 2024 г.       | Измислени приятели                                | копродукция с Sunday Night Productions и Maximum Effort |
| 28 юни 2024 г.       | Нито звук: Ден първи                              | копродукция с Platinum Dunes и Sunday Night Productions |
| 13 август 2024 г.    | Watchmen: Chapter I                               | копродукция с Warner Bros. Animation и DC Entertainment; разпространява се от Warner Bros. Home Entertainment |
| 13 септември 2024 г. | Here After                                        | копродукция с Artina Films, ClaRo Productions, Fenix Entertainment, Hopscotch Pictures, и Likely Story |
| 20 септември 2024 г. | Трансформърс: Първият                             | копродукция с Paramount Animation, Di Bonaventura Pictures, New Republic Pictures и Entertainment One |
| 27 септември 2024 г. | Апартамент 7A                                     | копродукция с Paramount Players, Sunday Night Productions и Platinum Dunes |
| 18 октомври 2024 г.  | Усмивка 2                                         | копродукция с Paramount Players и Temple Hill Entertainment |
| 22 ноември 2024 г.   | Гладиатор 2                                       | копродукция с Scott Free Productions, Red Wagon Entertainment и Parkes/MacDonald Productions |
| 25 ноември 2024 г.   | Скъпи Дядо Коледа                                 | копродукция с Conundrum Entertainment |
| 26 ноември 2024 г.   | Watchmen: Chapter II                              | копродукция с Warner Bros. Animation и DC Entertainment; разпространява се от Warner Bros. Home Entertainment |
| 13 декември 2024 г.  | Фаталният 5 септември                             | единствено разпространение извън Германия, Австрия и Швейцария; продуциран от BerghausWöbke Filmproduktion, Constantin Film, Projected Picture Works и Edgar Reitz Filmproduktion |
| 20 декември 2024 г.  | Соник: Филмът 3                                   | копродукция с Sega Sammy Group, Original Film, Marza Animation Planet и Blur Studio |
| 25 декември 2024 г.  | Better Man: Роби Уилямс                           | единствено разпространение в САЩ; продуциран от Footloose Productions, Zero Gravity Management, Jumpy Cow Pictures, Showman и Rocket Science |
| 14 март 2025 г.      | Новокаин                                          | копродукция с Infrared Pictures, Safehouse Pictures, Circle of Confusion и Domain Entertainment |
| 23 май 2025 г.       | Мисията невъзможна: Възмездие                     | копродукция с Skydance Media и TC Productions |
| 18 юли 2025 г.       | Смърфове                                          | копродукция с Paramount Animation, Marcy Media Films, LAFIG Belgiu и Peyo Company |

## Предстоящи
| Пускане             | Заглавие                             | Бележки                                                                                         |
| ------------------- | ------------------------------------ | ----------------------------------------------------------------------------------------------- |
| 1 август 2025 г.    | Голо оръжие                          | копродукция с Fuzzy Door Productions                                                            |
| 10 октомври 2025 г. | Roofman                              | продуциран от Miramax, Limelight, High Frequency Entertainment, Hunting Lane и 51 Entertainment |
| 7 ноември 2025 г.   | Бягащият човек                       | копродукция с Genre Films и Complete Fiction                                                    |
| 19 декември 2025 г. | Спондж Боб: Търсят се квадратни гащи | копродуцкия с Paramount Animation, Nickelodeon Movies и United Plankton Pictures                |
| 27 февруари 2026 г. | Писък 7                              | копродукция с Spyglass Media Group, Project X Entertainment и Radio Silence Productions         |